# Chiesa di Nostra Signora del Monte Carmelo
La chiesa di Nostra Signora del Monte Carmelo (in portoghese: Igreja de Nossa Senhora do Monte do Carmo da antiga Sé) è uno dei principali edifici di culto cattolico della città brasiliana di Rio de Janeiro. Fu costruita tra 1761 e 1770 in stile barocco. 

## Storia
Nel 1808, anno in cui si trasferì in città la Corte portoghese, divenne la cattedrale di Rio de Janeiro, in sostituzione della chiesa della Madonna del Rosario e di San Benedetto, che non aveva la sontuosità considerata necessaria per le cerimonie regie, mentre la chiesa di Nostra Signora del Monte Carmelo, che era decorata in modo molto più ricco e aveva il vantaggio ulteriore di trovarsi vicina alla prima residenza della famiglia reale, il Palazzo dei Viceré. Il trasferimento delle funzioni, con tutto il corpo del capitolo, oltre ai cantori e agli strumentisti, fu ordinata il 15 giugno 1808, con la richiesta che fosse disposta nel più breve tempo possibile. Allo stesso tempo, alla Cattedrale fu attribuita la dignità di Cappella Reale.
Mantenne la dignità di cattedrale fino al 1976, quando la sede vescovile si trasferì nella nuova cattedrale. Si trova nel centro storico della città, nella piazza XV Novembre, nei pressi dell'antico palazzo imperiale.